# Тамбурини, Микельанджело
Микельанджело Тамбурини (итал. Michelangelo Tamburini; 27 сентября 1648 — 28 февраля 1730) — итальянский иезуит, 14-й верховный генерал Общества Иисуса (иезуитов) (31 января 1706-28 февраля 1730). Богослов, полемист, педагог, профессор.

## Биография
Двенадцать лет преподавал схоластическую философию и теологию, был ректором нескольких иезуитских коллегий. Кардиналом Рейнольдом Эсте был выбран личным духовником, занимал должности генерального секретаря и викария Тирса Гонсалеса и, наконец, после смерти последнего, 3 января 1706 года был избран 14-м верховным генералом Общества Иисуса (иезуитов), и занимал этот пост 24 года.
Благодаря соглашению с Петром Великим М. Тамбурини распространил идеи иезуитства на Россию. Проводил успешную борьбу с янсенизмом, в которой он заручился полной поддержкой Папы Римского и Людовика XIV. Также способствовал многим успехам Общества Иисуса, таким как Иезуитские редукции в Парагвае .
Тамбурини умер в возрасте 82 лет.